# Фархадська ГЕС
Фархадська ГЕС – узбецька гідроелектростанція на території Таджикистану. Знаходячись між Кайраккумською ГЕС (вище по течії у Таджикистані) та Шардаринською ГЕС (Казахстан), входить до складу каскаду на річці Сирдар'я, що тече до Аральського моря.
В межах проекту річку перекрили комбінованою греблею висотою 28 метрів, яка включає земляну ділянку довжиною 450 метрів та бетонну секцію з водопропускними шлюзами довжиною 120 метрів. Гребля утворила витягнуте на 46 км водосховище з площею поверхні 48 км2 та об’ємом 350 млн м3, в якому припустиме коливання рівня в діапазоні лише 1 метр. За час експлуатації фактичний об’єм водойми внаслідок нанесення осадів скоротився до 10 разів.
Зі сховища по лівобережжю прямує дериваційний канал, котрий постачає воду не лише гідроелектростанції, але й зрошувальним системам. Через 13,6 км від початку він розгалужується три, при цьому у правий – найнижчий з-поміж них – ресурс потрапляє через водозабірну споруду та машинний зал Фархадської ГЕС. Зв'язок між останніми забезпечують чотири напірні водоводи довжиною по 68 метрів з діаметром 6,5 метра.
Основне обладнання станції складають дві турбіни типу Каплан потужністю по 30 МВт, які використовують напір у 30,3 метра, та дві турбіни типу Френсіс потужністю по 33 МВт, котрі працюють при напорі у 32,5 метра. Фактична багаторічна виробітка станцією електроенергії становить 474 млн кВт-год електроенергії на рік.
Відпрацьована вода потрапляє до відвідного каналу, на якому через 5,5 км знаходиться розгалуження. Звідси ресурс може спрямовуватись на зрошення або скидатись до річки по ще одній ділянці каналу довжиною 4 км.
Видача продукції відбувається по ЛЕП, розрахованим на роботу під напругою 110 кВ та 35 кВ.